# 群岛海国家公园
群岛海国家公园（瑞典語：Skärgårdshavets nationalpark）是芬蘭的一處國家公園，位於西南芬蘭區。群岛海国家公园成立於1983年，陸地面積500平方（193平方英里）。國家公園內的許多島嶼都是私有地。